# 米希尔·巴尔特曼
米希尔·巴尔特曼（荷蘭語：Michiel Bartman，1967年5月19日—），荷兰男子赛艇运动员。他曾代表荷兰参加1996年、2000年和2004年夏季奥林匹克运动会赛艇比赛，获得一枚金牌和二枚银牌。